# Кимберли (Висконсин)
Кимберли (енгл. Kimberly) град је у америчкој савезној држави Висконсин.

## Демографија
По попису из 2010. године број становника је 6.468, што је 322 (5,2%) становника више него 2000. године.
| Група             | 2000.         | 2010.         |
| Белци             | 5.962 (97,0%) | 6.001 (92,8%) |
| Афроамериканци    | 16 (0,3%)     | 53 (0,8%)     |
| Азијати           | 51 (0,8%)     | 136 (2,1%)    |
| Хиспаноамериканци | 46 (0,7%)     | 150 (2,3%)    |
| Укупно            | 6.146         | 6.468         |